# Sketch
Sketch е редактор на векторна графика за macOS, разработен от холандската компания Sketch B.V. (по-рано наречен Bohemian Coding). За първи път е пусната на 7 септември 2010 г. и печели награда за дизайн на Apple през 2012 г.
Използва се предимно за потребителски интерфейс и дизайн за придобиване на потребителски опит в изграждането на уебсайтове и мобилни приложения и не включва функции за дизайн на печат. Sketch има по-скоро добавени функции за прототипиране и сътрудничество. Програмата е налична само за macOS, като софтуерът на трети страни и инструментите за предаване могат да се използват за преглед на дизайни на Sketch на други платформи.